# یومنس یکم

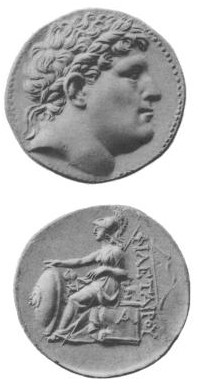
سکه ای در زمان سلطنت یومنس یکم ضرب شد و سر عموی یومنس فیلتائروس را در روی خود و آتنا، خدای حامی شهر پرگامون را در پشت آن نشان می داد. نوشته سکه: ΦΙΛΕΤΑΙΡΟΥ (PHILETAEROU)، «(سکه) فیلتائروس ».

یومنس یکم ( زبان یونانی: Εὐμένης  ) از سال ۲۶۳ پیش از میلاد تا زمان مرگش در سال ۲۴۱ پیش از میلاد سلسله (حاکم) شهر پرگامون در آسیای صغیر بود.  او پسر یومنس، برادر فیلتائروس، بنیانگذار سلسله آتالید و ساتیرا، دختر پوزیدونیوس بود. فیلتائروس از آنجایی که فرزندی نداشت، یومنس را به فرزندی پذیرفت تا وارث او شود.
اگرچه پرگامون اسماً تحت کنترل سلوکیان بود، تحت فرمان فیلتائروس از خودمختاری قابل توجهی برخوردار بود. با این حال، پس از جانشینی او، یومنس، شاید با تشویق بطلمیوس دوم، که در جنگ با سلوکیان بود، شورش کرد و پادشاه سلوکی آنتیوخوس اول را در نزدیکی پایتخت لیدیه سارد در سال ۲۶۱ پیش از میلاد شکست داد. بنابراین او توانست پرگامون را مستقل نموده و قلمروهای تحت کنترل خود را افزایش دهد. او در متصرفات جدید خود، در شمال در دامنه کوه ایدا به نام فیلتاریا به نام پدر خوانده اش، و در شرق، شمال شرقی تیاتیرا در نزدیکی سرچشمه های رودخانه لیکوس، که به نام پدربزرگش آتالیا نامیده می شود، پایگاه های نظامی ایجاد کرد و گسترش داد. کنترل او در جنوب رودخانه کایکوس به خلیج سایم نیز رسید. او برای نشان دادن استقلال خود، شروع به ضرب سکه با تصویر فیلتائروس کرد، در حالی که سلف او همچنان سلوکوس اول نیکاتور را بر روی سکه نقر می کرد.
پس از شورش بر سلوکیان، هیچ گزارشی مبنی بر خصومت‌های بیشتر در مورد پرگامون در دوران حکومت یومنس گزارش نشده، حتی با اینکه درگیری بین سلوکیان و بطلمیوسیان ادامه داشت، و حتی با اینکه گول‌های گالاتی به طور مداوم در سراسر منطقه غارت می‌کردند. اگر یومنس توانست پرگامون را از ویرانی های گول ها دور نگه دارد، احتمالاً به این دلیل بود که به آنها خراج می داد. 
اگرچه یومنس هرگز عنوان "پادشاه" را به خود نگرفت، اما تمام اختیارات یک پادشاه را اجرا کرد.  با تقلید از دیگر فرمانروایان هلنیستی، جشنی به افتخار یومنس به نام Eumeneia در پرگامون برپا شد.
مشخص نشده که یومنس فرزندی داشته یا نه. در کتیبه ای در شهر Thespiae از "Philetaerus پسر Eumenes" یاد شده است. برخی او را پسر یومنس می دانند که پیش از مرگ پدرش در سال ۲۴۱ مرده است. یومنس اولین پسر عموی خود را که پس از برکناری، آتالوس یکم برکنار شد، به فرزندی پذیرفت که پس از او به فرمانروای پرگامون رسید. 

## کتابشناسی - فهرست کتب
- هانسن، استر V. (1971). آتالیدهای پرگامون ایتاکا، نیویورک: انتشارات دانشگاه کورنل ؛ لندن: Cornell University Press Ltd.شابک ‎۰−۸۰۱۴−۰۶۱۵−۳ .
- کوسمتاتو، الیزابت (2003) «آتالیدهای پرگامون» در اندرو ارسکین، ویرایش. , همنشین جهان هلنیستی . Oxford: Blackwell: pp. 159-174.شابک ‎۱−۴۰۵۱−۳۲۷۸−۷شابک 1-4051-3278-7 . متن
- لیوی ، تاریخ رم ، کشیش کانن رابرتز (مترجم)، ارنست ریس (ویرایش); (1905) لندن: JM Dent & Sons, Ltd.
- Pausanias, Description of Greece, Books I-II, (Loeb Classical Library) ترجمه شده توسط WHS Jones; کمبریج، ماساچوست: انتشارات دانشگاه هاروارد. لندن، ویلیام هاینمن با مسئولیت محدود (1918)شابک ‎۰−۶۷۴−۹۹۱۰۴−۴ .
- Strabo, Geography, Books 13-14, (Loeb Classical Library) ترجمه هوراس لئونارد جونز. کمبریج، ماساچوست: انتشارات دانشگاه هاروارد. لندن: William Heinemann, Ltd. (1924)شابک ‎۰−۶۷۴−۹۹۲۴۶−۶ .

| عنوان سلطنتی    | عنوان سلطنتی                      | عنوان سلطنتی     |
| --------------- | --------------------------------- | ---------------- |
| پیشین: فیلتاروس | حاکم پرگامون 263–241 پیش از میلاد | پسین: اتالوس یکم |